# 1118
| 1118               |
| ------------------ |
| Dødsfald - Fødsler |
|                    |

| Gregoriansk kalender | 1118 MCXVIII            |
| Ab urbe condita      | 1871                    |
| Armensk kalender     | 567 ԹՎ ՇԿԷ              |
| Kinesiske kalender   | 3814 – 3815 丁酉 – 戊戌 |
| Etiopisk kalender    | 1110 – 1111             |
| Jødisk kalender      | 4878 – 4879             |
| Hindukalendere       |                         |
| - Vikram Samvat      | 1173 – 1174             |
| - Shaka Samvat       | 1040 – 1041             |
| - Kali Yuga          | 4219 – 4220             |
| Iransk kalender      | 496 – 497               |
| Islamisk kalender    | 512 – 513               |

Konge i Danmark: Niels 1104–1134
Se også 1118 (tal)

## Begivenheder
- Tempelriddernes orden og Malteserordnen dannes